# 0xUniverse
0xUniverse — браузерная массовая многопользовательская онлайн игра об исследовании галактики. Проект построен на технологии блокчейн и использует сеть Ethereum.
Игра разработана кипрской компанией 0xGames, которая специализируется на разработке блокчейн-игр.

## История
Разработка игры началась в ноябре 2017 года. В феврале следующего года игру официально анонсировали. В марте начался открытый бета-тест.
В релиз 0xUniverse вышла 29 июня 2018 года.

## Вселенная игры
Действия игры разворачиваются в 22-м веке. Объединённое Правительство Земли форсирует космическую экспансию, дав частным компаниям право собственности на все открытые ими новые планеты.

## Игровой процесс
Суть игры — исследование галактики с помощью космических кораблей. Цель — колонизировать как можно больше планет.

### Планеты
Существует четыре типа планет, которые отличаются по ценности (от наименее ценных к наиболее ценным): обычные, редкие, эпические и легендарные.
Планеты можно купить у других игроков на игровом Аукционе или открыть своими силами.

### Ресурсы
Ресурсы добываются на планетах. Они нужны для постройки исследовательских кораблей. Ресурсы, как и планеты, бывают четырёх видов: обычные, редкие, эпические и легендарные.
Каждая планета приносит четыре вида ресурсов в день: люди (всегда) и 3 случайных ресурса, редкость которых зависит от редкости планеты.

### Звездолёты
Звездолёты нужны для поиска новых планет. Сначала любой звездолёт нужно изобрести. Для этого требуется накопить необходимое количество знаний, которые генерируются населением планеты. После этого игрок строит корабль.
У звездолётов есть три основные характеристики:
- Ранг корабля — отвечает за техническое совершенство звездолёта. Чем ранг выше, тем космическое судно лучше, но и ресурсов на создание такой ракеты требуется больше.
- Мощность двигателя — определяет зону поиска новых планет.
- Мощность радара — чем выше, тем выше шанс найти более ценную планету.

### Аукцион
Аукцион служит игрокам для покупки и продажи планет. В любой сделке продающая сторона устанавливает начальную и конечную цены планеты, а также длительность аукциона. Купить планету можно на любом этапе её продажи. Валюта каждой сделки внутри игры — Ether (монеты сети Ethereum).

## Монетизация
Разработчики зарабатывают, собирая комиссию — 5 % с каждой покупки. В игровом мире это называется налогом, который собирает Объединённое Правительство Земли.

## Планы разработки
Разработчик 0xGames планирует развивать как саму игру 0xUniverse, так и вселенную игры в целом.

### 0xBattleships
0xBattleships — игра во вселенной 0xUniverse. Здесь игрокам предстоит изобретать и конструировать модули космических линкоров, собирать боевые корабли и вступать в схватки с другими игроками. Для этого используются ресурсы, которые можно покупать у владельцев планет из оригинальной игры.
Официальный анонс игры состоялся 7 сентября 2018 года. Планируется, что игра выйдет на этап бета-тестирования в конце 2018 года.